# 邊田見站
邊田見站（日语：／ Hetami eki */?）是位於熊本縣上益城郡御船町，熊延鐵道的鐵路車站（廢站）。

## 歷史
- 1923年（大正12年）4月28日 - 御船鐵道（後來成為熊延鐵道）御船至甲佐之間開通，此站啟用[1]。
- 1964年（昭和39年）3月31日 - 熊延鐵道廢線，此站也被廢除[1]。

## 車站設施
此站是地面車站，設有1面1線單式月台。

## 相鄰車站
熊延鐵道
御船－邊田見－下早川

## 注腳
1. 1 2  今尾惠介《日本鐵道旅行地圖帳》12號九州沖繩 北信越（新潮社、2008年）p.46

## 相關項目
- 日本鐵路車站列表 He